# Reichenbach (Renania-Palatinato)
Reichenbach è un comune di 642 abitanti della Renania-Palatinato, in Germania.
Appartiene al circondario (Landkreis) di Birkenfeld (targa BIR) ed è parte della comunità amministrativa (Verbandsgemeinde) di Baumholder.